# Rigoberto Cisneros
Rigoberto Cisneros Dueñas (Ciudad de México, 15 de agosto de 1953) es un futbolista mexicano retirado. Fue un defensa central espigado y delgado, pero lo que más llamaba la atención era su cabellera y bigote.
Su cabellera marcó la década de los setenta, junto a Manuel Nájera, Mario Medina, Olaf Heredia y Leonardo Cuéllar. Jugó en la selección de fútbol de México que participó en la Copa Mundial de Fútbol de 1978.

## Clubes
| Club                     | País   | Año       |
| ------------------------ | ------ | --------- |
| Toluca                   | México | 1974-1978 |
| Monterrey                | México | 1978-1980 |
| Leones Negros de la UdeG | México | 1980-1981 |
| Guadalajara              | México | 1981-1982 |

## Palmarés

### Títulos nacionales
| Título           | Club   | País   | Año     |
| ---------------- | ------ | ------ | ------- |
| Primera División | Toluca | México | 1974-75 |

## Participaciones en Copas del Mundo
| Mundial                        | Sede      | Resultado    |
| ------------------------------ | --------- | ------------ |
| Copa Mundial de Fútbol de 1978 | Argentina | Primera fase |